# Rajko Đurić
Pour les articles homonymes, voir Đurić.
Rajko Đurić, en serbe en écriture cyrillique : Рајко Ђурић (né le 3 octobre 1947 à Malo Orašje et mort le 2 novembre 2020), est un écrivain et un homme politique serbe. Il dirige l'Union rom de Serbie, l'un des partis qui défendent la minorité rom en Serbie. Il est député au Parlement de Serbie.

## Biographie
Entre 1967 et 1970, Rajko Đurić a étudié la philosophie et la théologie à l'université de Belgrade. En 1986, il a obtenu un doctorat en sociologie, avec une thèse sur La Culture des Roms dans la république fédérale socialiste de Yougoslavie. En 1991, il partit à Berlin pour ne pas être impliqué dans les guerres de Yougoslavie. Avant son départ, il était rédacteur en chef de la rubrique culturelle du journal Politika à Belgrade. Il était président de l'Union romani internationale (en romani : Romano Internacionalno Jekhetani Union).
Rajko Đurić a écrit plus de 500 articles, ainsi que 34 ouvrages et il a également collaboré au film J'ai même rencontré des Tziganes heureux (Skupljaci perja) d'Aleksandar Petrović ; il est également le coscénariste du film Le Temps des Gitans (Dom za vešanje) d'Emir Kusturica.

## Politique
Sur le plan politique, Rajko Đurić défend les intérêts de la minorité rom de Serbie.
Aux élections législatives de 2007, Đurić a présenté et dirigé une liste de 249 candidats. Elle a obtenu 17 128 voix, soit 0,42 % des suffrages, ce qui lui a permis d'être élu au Assemblée nationale de Serbie,. À l'élection présidentielle de 2008, Rajko Đurić a soutenu la candidature du président sortant Boris Tadić dès le premier tour du scrutin. Aux élections législatives anticipées de 2008, il a encore une fois dirigé la liste de l'Union rom de Serbie sur laquelle figuraient 200 candidats.

## Ouvrages
- (rom) Bi kheresko-Bi limoresko, 1979
- (rom) Purano svato o dur themestar, 1980
- (rom) A i U - A thai U, 1982
- (de) Kultur der Roma und interkulturelle Beziehungen, 1988-1990
- (de) Paradigmen in der Kultur der Roma, 1992
- (de) Die Kultur der Roma und Sinti, 1993